# Mortes em julho de 2010
Mortes em 2010: ← Janeiro – Fevereiro – Março – Abril – Maio – Junho – Julho – Agosto – Setembro – Outubro – Novembro – Dezembro →
A lista a seguir relaciona pessoas notáveis que morreram em julho de 2010:

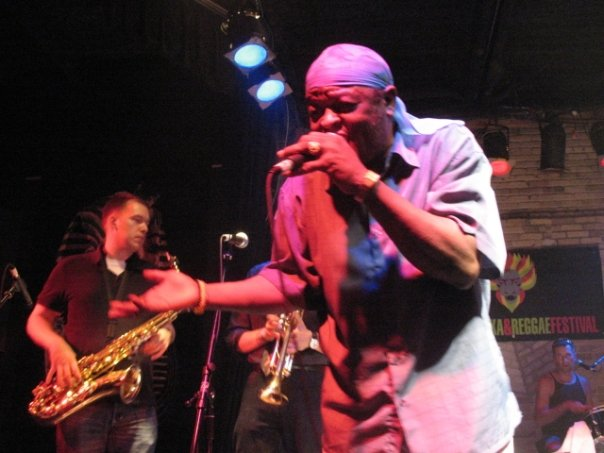
Sugar Minott, cantor jamaicano.

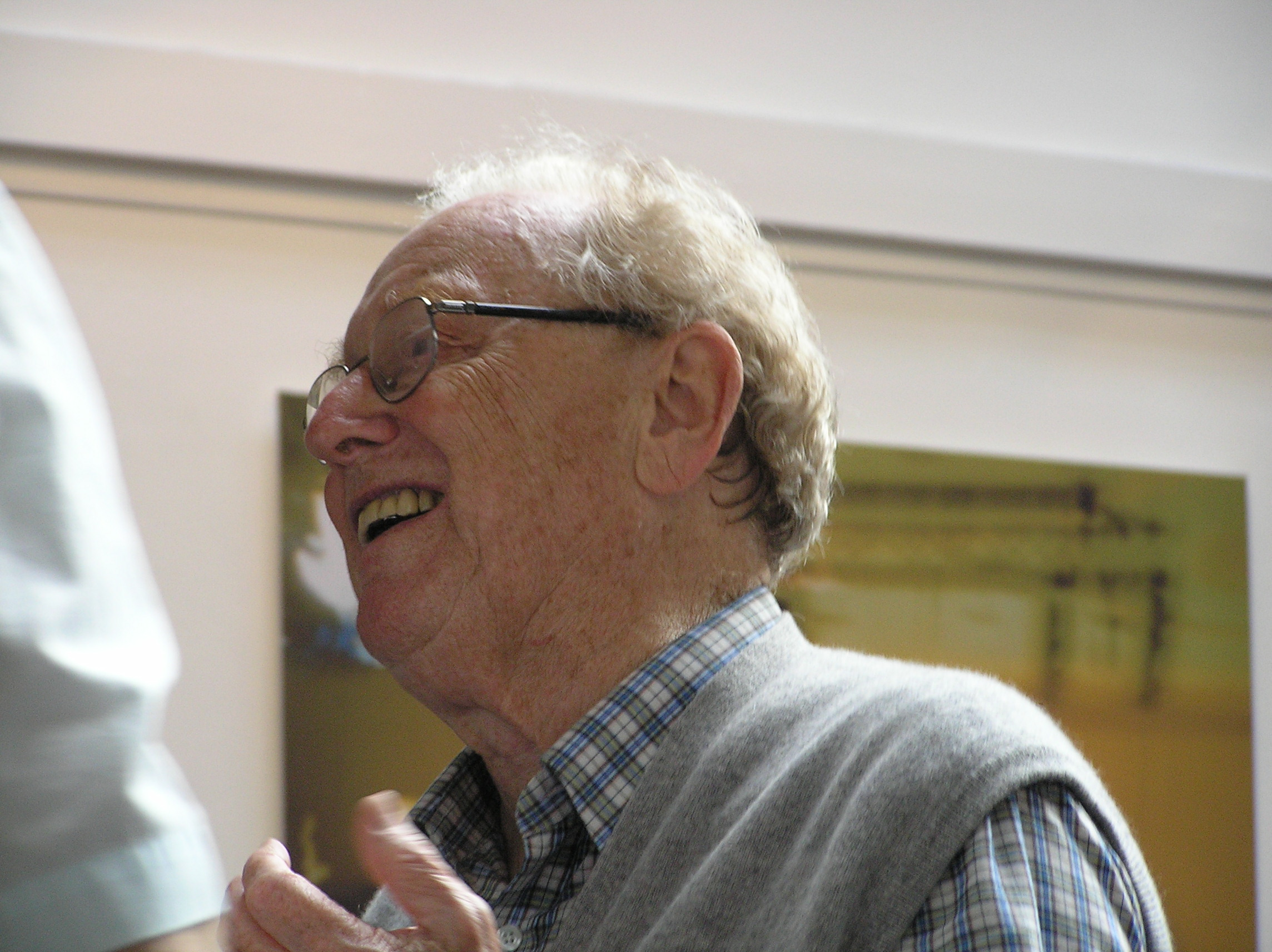
Charles Mackerras, maestro australiano.

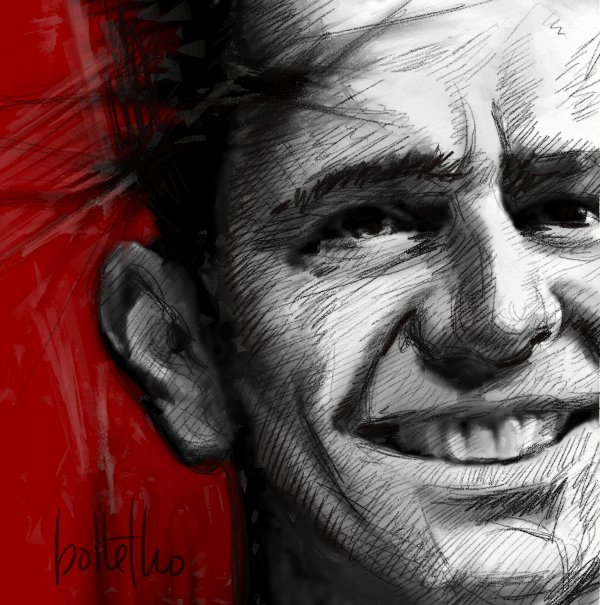
António Feio, ator português.

| Dia | Nome                         | Profissão ou motivo de reconhecimento | Nacionalidade  | Ano de nasc. | Ref    |
| --- | ---------------------------- | ------------------------------------- | -------------- | ------------ | ------ |
| 1   | Alison Booker                | Radialista                            | Inglaterra     | 1963         | [ 1 ]  |
| 1   | Eddie Moussa                 | Futebolista                           | Suécia         | 1984         | [ 2 ]  |
| 1   | Francisco Claver             | Religioso                             | Filipinas      | 1926         | [ 3 ]  |
| 1   | Geoffrey Hutchings           | Ator                                  | Inglaterra     | 1938         | [ 4 ]  |
| 1   | Ilene Woods                  | Atriz                                 | Estados Unidos | 1928         | [ 5 ]  |
| 1   | Omar Yoke Lin Ong            | Político                              | Malásia        | 1917         | [ 6 ]  |
| 2   | Beryl Bainbridge             | Escritora                             | Inglaterra     | 1932         | [ 7 ]  |
| 2   | Laurent Terzieff             | Ator e diretor de teatro              | França         | 1935         | [ 8 ]  |
| 3   | Mestre Prego do Pelourinho   | Percussionista                        | Brasil         | 1944         | [ 9 ]  |
| 3   | Roberto Piva                 | Poeta e escritor                      | Brasil         | 1937         | [ 10 ] |
| 4   | Antonino Seabra              | Diretor de televisão                  | Brasil         | 1933         | [ 11 ] |
| 4   | Mohamed Hussein Fadlalah     | Aiatolá                               | Líbano         | 1935         | [ 12 ] |
| 6   | Matilde Rosa Araújo          | Escritora                             | Portugal       | 1921         | [ 13 ] |
| 7   | Ezequiel Neves               | Produtor musical                      | Brasil         | 1935         | [ 14 ] |
| 7   | Frank Dochnal                | Automobilista                         | Estados Unidos | 1920         | [ 15 ] |
| 8   | Maria Olívia da Silva        | Supercentenária                       | Brasil         | 1880         | [ 16 ] |
| 8   | Melvin Turpin                | Jogador de basquete                   | Estados Unidos | 1962         | [ 17 ] |
| 9   | Basil Davidson               | Historiador                           | Inglaterra     | 1914         | [ 18 ] |
| 9   | Jessica Anderson             | Escritora                             | Austrália      | 1916         | [ 19 ] |
| 9   | Nobuyoshi Tamura             | Mestre de aikido                      | Japão          | 1933         | [ 20 ] |
| 9   | Yehuda Amital                | Político e rabino                     | Israel         | 1924         | [ 21 ] |
| 10  | Robert Spillane              | Ator                                  | Estados Unidos | 1964         | [ 22 ] |
| 10  | Sugar Minott                 | Cantor                                | Jamaica        | 1956         | [ 23 ] |
| 11  | Bob Sheppard                 | Locutor                               | Estados Unidos | 1911         | [ 24 ] |
| 12  | Günther Behnisch             | Arquiteto                             | Alemanha       | 1922         | [ 25 ] |
| 12  | Harvey Pekar                 | Quadrinista                           | Estados Unidos | 1939         | [ 26 ] |
| 12  | Henryk Jankowski             | Religioso                             | Polónia        | 1936         | [ 27 ] |
| 12  | Olga Guillot                 | Cantora                               | Cuba           | 1922         | [ 28 ] |
| 12  | Paulo Moura                  | Músico                                | Brasil         | 1933         | [ 29 ] |
| 12  | Pius Njawé                   | Jornalista                            | Camarões       | 1957         | [ 30 ] |
| 13  | Aryon Cornelsen              | Futebolista                           | Brasil         | 1921         | [ 31 ] |
| 13  | Dave Cox                     | Político                              | Estados Unidos | 1937         | [ 32 ] |
| 13  | George Steinbrenner          | Empresário                            | Estados Unidos | 1930         | [ 33 ] |
| 13  | Rogério Fernandes Ferreira   | Economista                            | Portugal       | 1929         | [ 34 ] |
| 14  | Charles Mackerras            | Maestro                               | Austrália      | 1925         | [ 35 ] |
| 14  | Fábio Pillar                 | Ator e diretor                        | Brasil         | 1960         | [ 36 ] |
| 16  | Eunice Bowman                | Supercentenária                       | Inglaterra     | 1899         | [ 37 ] |
| 16  | Gibe                         | Ator e redator                        | Brasil         | 1935         | [ 38 ] |
| 17  | Bernard Giraudeau            | Ator                                  | França         | 1947         | [ 39 ] |
| 18  | Larry Keith                  | Ator                                  | Estados Unidos | 1930         | [ 40 ] |
| 19  | Andy Hummel                  | Músico                                | Estados Unidos | 1950         | [ 41 ] |
| 20  | Raúl Arsenio Casado          | Religioso                             | Argentina      | 1927         | [ 42 ] |
| 20  | Thomas Molnar                | Filósofo                              | Hungria        | 1921         | [ 43 ] |
| 21  | Domingos Gabriel             | Religioso                             | Brasil         | 1927         | [ 44 ] |
| 22  | Kenny Guinn                  | Político                              | Estados Unidos | 1936         | [ 45 ] |
| 22  | Phillip Walker               | Músico                                | Estados Unidos | 1937         | [ 46 ] |
| 23  | Dorothy Stowe                | Ativista                              | Estados Unidos | 1920         | [ 47 ] |
| 23  | Luiz Roberto Barradas Barata | Médico                                | Brasil         | 1953         | [ 48 ] |
| 25  | Vasco de Almeida e Costa     | Político                              | Portugal       | 1932         | [ 49 ] |
| 27  | Wallace Souza                | Político e apresentador               | Brasil         | 1959         | [ 50 ] |
| 28  | Lorenzen Wright              | Jogador de basquete                   | Estados Unidos | 1975         | [ 51 ] |
| 29  | António Feio                 | Ator e encenador                      | Portugal       | 1954         | [ 52 ] |
| 30  | Cyro Del Nero                | Cenógrafo                             | Brasil         | 1932         | [ 53 ] |
| 31  | Mitch Miller                 | Músico e produtor musical             | Estados Unidos | 1911         | [ 54 ] |
| 31  | Pedro Dellacha               | Futebolista                           | Argentina      | 1926         | [ 55 ] |
| 31  | Tom Mankiewicz               | Argumentista                          | Estados Unidos | 1942         | [ 56 ] |